# Muck, Skottland
Muck är en ö i Storbritannien.   Den ligger i kommunen Highland och riksdelen Skottland, i den nordvästra delen av landet, 700 km nordväst om huvudstaden London. Arean är 5,6 kvadratkilometer.
Terrängen på Muck är platt. Den sträcker sig 2,9 kilometer i nord-sydlig riktning, och 3,9 kilometer i öst-västlig riktning.